# Евангелие от Лука
Евангелието от Лука (на старогръцки: Κατά Λουκάν Ευαγγέλιον; на латински: Evangelium secundum Lucam) е третото синоптично и едно от четирите канонични евангелия, част от Новия завет. Описва проповедническата дейност на Иисус Христос, разпятието и възкресението му, чудесата, Велики четвъртък. В това евангелие фигурира и молитвата „Отче наш“ (Лука 11: 2 – 4), както и Проповедта на планината (глава 21).
Свети апостол Лука (Лука (евангелист)) е от 70-те ученици на Иисус Христос. По професия е лекар. Занимава се и с рисуване, като пръв изписва образите на Богородица и апостолите Петър и Павел.

## Влияния над известни философи
Идеята за възмездието (Лука 6:25) и за това, че доволните в този свят ще бъдат сурово наказани (Лука 6:24), е застъпена от християнския екзегет и теолог Квинт Септимий Флорент Тертулиан, който екстраполира евангелските предсказания и за всички езически божества и царе:
| „ | На какво да се удивлявам! На какво да се смея! Там аз ще възтържествувам, гледайки толкова царе, чието приемане в небесата биде възвестено, да стенат ведно със самия Юпитер и неговите свидетели в дълбок мрак." | “ |